# Daniel Mercure (sociologue)
 (septembre 2016).
Si vous disposez d'ouvrages ou d'articles de référence ou si vous connaissez des sites web de qualité traitant du thème abordé ici, merci de compléter l'article en donnant les références utiles à sa vérifiabilité et en les liant à la section « Notes et références ».
Pour les articles homonymes, voir Daniel Mercure et Mercure.
Daniel Mercure (Québec, Canada) est un sociologue dont les recherches portent sur les changements sociaux contemporains et les transformations du monde du travail.
Professeur titulaire et directeur du Département de sociologie de l’Université Laval, Daniel Mercure est reconnu pour ses travaux précurseurs sur les temporalités sociales et novateurs en sociologie du travail. Ses études sur le temps social ont contribué à façonner ce nouveau champ de recherche. Ses nombreuses publications sur les modèles productifs fondés sur la flexibilité et ses travaux sur l’ethos du travail ont renouvelé notre compréhension des changements contemporains des formes d’emploi et de rapport au travail, de même que du lien social. En 2016, il a été élu à l’Académie canadienne des sciences sociales de la Société royale du Canada. En septembre 2020, il a été nommé par le Conseil des ministres comme membre indépendant du conseil d'administration du Musée national des beaux-arts du Québec.

## Biographie
Après un master en sociologie de la culture sous la direction de Fernand Dumont, il a obtenu un diplôme d’études approfondies en anthropologie sociale et culturelle, puis un doctorat, option sociologie, de l’Université Paris Descartes-Sorbonne, sous la direction de Georges Balandier. Il a été Visiting Fellow aux universités de Harvard, d’Oxford, de Genève, de Californie, de même qu’au LEST d’Aix-en-Provence. Il a effectué différents séjours de recherche ou d’enseignement aux universités de Paris-Sorbonne et Paris-Dauphine, ainsi qu’à l’European University Institute de Florence, à l’université de Séville, de Sfax, de Porto Alegre, etc. Il a été professeur invité dans le cadre de plusieurs chaires, notamment à la chaire Élie Halévy de l’Institut d’études politiques de Paris et à la chaire Jacques Leclercq de l’université catholique de Louvain ; plus récemment, à la chaire Jean D’Alembert de l’Université Paris-Saclay et à l’Institut d’études avancées de Paris. Principal responsable de l’organisation d’une vingtaine de colloques, dont un congrès international sur le thème de la mondialisation, il est l’auteur ou le coauteur d’une douzaine d’ouvrages.
Daniel Mercure assume aussi un rôle institutionnel significatif. Il fut vice-président, puis président de l’Association internationale des sociologues de langue française (2000-2004), dont il est aujourd’hui président d’honneur. Fondateur et coprésident du Comité international sociologie du travail, il est aussi le fondateur et le directeur de la collection Sociologie contemporaine aux Presses de l’Université Laval. Récipiendaire de plusieurs prix, il a été élu chevalier de l’ordre de la Pléiade en 2001 par l’assemblé parlementaire de la francophonie. Il a aussi été membre du Comité scientifique de l’Association internationale d’études québécoises, de l’Association canadienne des sociologues et anthropologues, de plusieurs comités scientifiques de revues spécialisées dans le domaine du travail et de différents conseils d’administration, notamment celui du Musée de la civilisation du Québec ; il est l’un des gouverneurs du Centre d’étude et de coopération internationale du Canada.

## Recherche

### Temps social et éclatement contemporain de l’avenir
Daniel Mercure a d’abord publié des travaux sur le temps social, dont il examine et critique les principales catégories d’analyse, notamment celle de temporalité sociale. Ses enquêtes de terrain montrent, à l’aide d’un modèle construit par substruction, que l’emprise sur le temps et l’avenir varie selon les catégories socioprofessionnelles, ce qui influe sur les capacités d’action des sujets. Sa typologie des représentations de l’avenir, qui se retrouve dans différents manuels, et ses études sur les temporalités vécues, ont contribué à la création d’un comité international d’étude des temps sociaux toujours actif, qu’il a présidé après l’avoir fondé à l’occasion d’un colloque qu’il a coorganisé en Belgique . Ses études sur les représentations de l’avenir proposent une analyse de la modernité fondée sur une mutation fondamentale de la temporalité vécue et du rapport à l’avenir. Comme il le précise à propos de l’émergence de la modernité : « L’histoire du futur est celle d’un fractionnement, d’un éclatement, d’une scission de plus en plus profonde de l’avenir. L`«à venir», ce qui vient à nous, s’est d’abord dissocié de l’avenir, laissant toute la place au futur : temps linéaire et cumulatif, temps du projet et du dépassement, mode d’organisation de l’avenir dont  le but principal est de produire un présent autre, de produire un futur. La scission de l’avenir, le divorce entre l’« à venir» et le futur, engendre un nouveau rapport au présent, transforme celui-ci en un mode de l’actuel… Dépouillé de l’«à venir» et réduit à l’actuel, le présent du futur n’est plus alors que de l’éphémère. » Mercure considère que c’est «de moins en moins dans l’absence que se pense le présent», et que la revalorisation de celui-ci exprime une critique forte des assises de la modernité.

### Conception du nouveau monde du travail
Ses études sur les temporalités vécues l’incitent à analyser les trajectoires professionnelles et les carrières, ce qui le conduit (après l’obtention d’un premier poste de professeur dans un département  de sciences administratives) à une série de travaux sur les changements de modèles de travail. Dans Le travail déraciné, il élabore un cadre d’analyse dynamique des liens de dépendance réciproque entre «les conditions socio-économiques de production, les stratégies d’entreprise et les rapports sociaux de travail » en vue d’une analyse historico-sociologique des changements des modèles de travail. Puis, il forge le concept d’impartition flexible pour rendre compte des nouveaux modèles de travail en émergence, concept qui lui permet de caractériser la  transition des modèles fordistes aux modèles postfordistes. Pour l’essentiel, « l’impartition flexible désigne, d’une part, l’essor des pratiques d’externalisation du travail, soit l’impartition, spécialement celles qui ont trait aux nouvelles formes de sous-traitance directe et indirecte et, d’autre part, la quête de flexibilité tous azimuts, particulièrement au chapitre des flexibilités financière, technique, fonctionnelle et numérique ». Sa mise en œuvre se distingue par un ensemble de changements dans les modes de gestion de la production, de l’organisation du travail et des rapports de travail qui visent, selon lui, à concilier trois objectifs : la sécurité des approvisionnements et du marché, la flexibilité de l’appareil de production et la haute productivité du travail. Ses principaux jalons sont « d’abord l’émergence de stratégies de performance arrimées à la stratégie globale de l’entreprise ; ensuite, la présence de formes de coordination et d’intégration des activités productives basées sur une logique de flexibilité et d’impartition ; enfin, la mise en place de systèmes de gestion du travail et de rapports de travail à la fois souples, polyvalents et concurrentiels ».  Cette contribution fut suivie d’une étude auprès de 700 entreprises portant sur les changements des formes de qualification qui accompagnent les transformations du modèle productif (Les entreprises et l’emploi. Les nouvelles formes de qualification du travail). Les résultats de l’étude confirment l’accentuation du virage des entreprises vers la flexibilité, mais remettent en question les thèses fondées sur la fin de la division du travail et celles sur le néotaylorisme. En effet, il repère trois nouveaux modèles de qualification hybrides, qui arriment flexibilité et néo-taylorisation. Dans son esprit, la tension entre flexibilité et productivité ne prend plus la forme d’une opposition, mais celle d’un nouvel arrimage fonctionnel.

### Flexibilité et qualification en emploi
Ses travaux sur la flexibilité et la qualification l’amènent à poser un regard plus étendu sur les changements du monde travail. Il montre que les nouveaux modèles productifs, malgré leurs différences internes, reposent de manière constante sur trois dimensions clés : « l’émergence de la flexibilité comme logique d’entreprise ; l’essor d’un modèle de gestion des ressources humaines axé sur le développement des compétences et la logique de l’employabilité ; la promotion de modes de mobilisation et de contrôle principalement basés sur l’autonomie responsable et l’implication subjective au travail. » Puis, il s’interroge sur le libéralisme contemporain. Après un essai sur Adam Smith, chez qui il voit les assises de la conception du lien social dans la modernité, il propose une lecture critique des transformations du lien social dans les sociétés néolibérales. Partant des travaux classiques de Smith, de Hume et de la tradition sociologique, il propose, dans Libéralisme et lien social. Une analyse critique, une perspective historique des changements en cours selon laquelle nous vivons une triple mutation fondée sur le renouvellement de la société comme marché, comme contrat et comme communauté sociétale en voie de reconfiguration.

### Culture, travail et management
C’est comme directeur scientifique d’une enquête financée par le secteur privé et l’ACDI qu’il aborde la question de la culture au travail. Dans Culture et gestion en Algérie, il montre, à partir d’un échantillon représentatif de l’ensemble des salariés algériens, les écarts profonds entre les fondements culturels de la société algérienne et les pratiques bureaucratiques de gestion héritées du modèle colonial français et renforcées par le socialisme bureaucratique. Ce livre critique, devenu une référence en Algérie, et le concept de hiatus culturel qu’il a développé, soulève la question de l’ethos du travail, en plus de constituer une critique radicale du One Best Way et des thèses traditionnelles sur le Culture Lag. C’est à la suite de cette enquête empirique qu’il s’intéresse aux différentes conceptions du travail, ce qui l’amène à piloter, avec un collègue allemand, un projet d’ouvrage théorique: mettre en relief les principales transformations des conceptions du travail dans l’histoire récente de la pensée occidentale. Il fait alors appel à plusieurs spécialistes de nationalités différentes qui examinent les étapes charnières des principaux changements dans un ouvrage ambitieux : Le Travail dans l’histoire de la pensée occidentale. 
Après cet ouvrage, il étudie de manière empirique les fondements structurels des changements d’ethos du travail dans sa société. Il publie, avec son collègue Vultur, La Signification du travail. Nouveau modèle productif et ethos du travail au Québec. L’ouvrage analyse les transformations des ethos du travail au Québec, concept qu’il opérationnalise sur la base de la finalité et de la centralité absolue et relative du travail. Ce livre actualise les thèses wébériennes et montre que, des 6 ethos identifiés, certains sont en phase avec le nouveau modèle productif en émergence, alors que d’autres témoignent de la persistance ou de l’effritement d’anciens modèles productifs. Des journées d’étude sont organisées à l’étranger et au Canada autour de ce livre primé (prix Turgot-FFA d’économie francophone), mais aussi critiqué par les tenants du Labor Process Theory en sociologie industrielle.

### Les nouvelles voies de la subjectivité
Les travaux récents de Daniel Mercure ont surtout été marqués par la mise en œuvre d’un programme international de recherche sur les nouvelles voies de la subjectivité au sein de nos sociétés. Ce programme, qui fait appel à une trentaine de chercheurs, a été déployé en collaboration avec sa collègue Marie-Pierre-Bourdages-Sylvain. Un premier ouvrage a examiné de manière critique les liens entre travail et subjectivité (Travail et subjectivité. Perspectives critiques). Il fut suivi d’un séminaire international à l’Institut d’études avancées de Paris, lequel a porté sur les liens entre la vie quotidienne, les formes contemporaines de subjectivité et le travail, soit le rapport au travail, ce qui a donné lieu à la publication du livre Les transformations contemporaines du rapport au travail. Les derniers travaux de ce programme s’inscrivaient dans une perspective plus large, notamment l’examen des liens entre les formes contemporaines de subjectivité, les changements culturels et les nouveaux modes d’institutionnalisation, ce dont rend compte l’ouvrage Société et subjectivité. Transformations contemporaines.
En parallèle à ce programme, il est aussi revenu à la sociologie du travail avec deux livres de synthèse : un premier avec Jan Spurk sur Les théories du travail. Les classiques (qui actualise un ancien ouvrage); et un second, qui porte sur les transformations en cours des principaux concepts en sociologie du travail : avec M. Vultur, Dix concepts pour penser le nouveau monde du travail.

## Approche théorique
De façon générale, les travaux de Mercure se caractérisent par un va-et-vient constant entre études théoriques et empiriques. Dans ses études de terrain, il associe souvent méthodes quantitatives et qualitatives. Dans ses analyses, ses schèmes d’explication font toujours appel aux éléments structurels et culturels.  
Ses travaux en cours mettent l’accent sur les nouvelles formes de mobilisation de la subjectivité au travail et les liens entre celles-ci, les exigences de performance du capitalisme actionnarial et les transformations culturelles du rapport au travail. Dans son esprit, les nouvelles formes de rapport au travail témoignent de ces changements et des effets des nouveaux modèles de management. Mercure considère que nous assistons à une importante révolution managériale, qui se trouve au centre de la transformation du monde du travail. Celle-ci repose essentiellement sur de nouvelles formes de mobilisation au travail qui sont à la source de nouveaux rapports de domination : « Arrimées à de nouvelles tendances culturelles marquées par l’individualisme qualitatif et la quête de réalisation de soi, ainsi qu’au regain de l’idéologie libérale du libre marché, les nouvelles normes et pratiques managériales modifient en profondeur les rapports de pouvoir et de domination au travail. Elles mettent l’accent sur des modes novateurs de mobilisation des subjectivités individuelles, de contrôles fondés sur l’autonomie responsable et la promotion de procédures de négociation des normes, le développement de soi par le développement des compétences ainsi que l’affirmation identitaire par la gestion symbolique de la reconnaissance. Elles s’inscrivent dans un nouvel esprit du capitalisme qui instrumentalise les besoins de réalisation de soi, un nouvel esprit où se conjuguent faits de culture et nouvelles logiques structurelles aux fins de la valorisation du capital. »
Dans ses séminaires et conférences, Mercure soutient que les entreprises tendent moins à organiser le travail qu’à organiser les esprits en vue de favoriser l’autorégulation, cependant qu’elles multiplient les formes de contrôle. Il considère que nous sommes dans un nouveau monde du travail, surtout dans les secteurs de l’économie du savoir, un nouveau monde du travail qui « repose sur un modèle inédit de pouvoir et de domination », ce qu’il résume de la manière suivante : « Aujourd’hui, les entreprises empreintes de la nouvelle logique postfordiste n’engagent plus la force de travail, mais la « personne » ; elles ne dirigent plus un travailleur, mais le guident dans son auto-évaluation ; elles ne sanctionnent plus le non-respect des consignes, mais amènent le travailleur à comprendre les motifs profonds qui inhibent son esprit d’initiative et expliquent ses faibles performances ; elles ne lui proposent plus un plan de carrière, mais un plan de développement personnel ; elles ne lui prescrivent plus des tâches, mais favorisent l’autoprescription des bonnes attitudes à la source des comportements attendus. Bref, idéalement, l’organisation ne s’impose plus à lui, car il est l’organisation, principal responsable de ses réussites et de ses échecs, qui sont aussi bien les siens que ceux de l’organisation. »

## Conférence captée
Libéralisme et lien social, conférence présidentielle prononcée en 2004 à l'Association Internationale de Sociologie de Langue Française (AISLF).

## Documentaire
Daniel Mercure, en collaboration avec P. Fraser, a réalisé un documentaire intitulé Les transformations contemporaines du rapport au travail. Ce documentaire rend compte d’un séminaire international qui s’est tenu à l’Institut d’études avancées de Paris en 2018. 
Daniel Mercure, en collaboration avec Pierre Fraser, a réalisé un documentaire intitulé «Un monde du travail en mutation». Les principaux intervenants de ce documentaire sont Jacques Létourneau, président de la CSN, et Louise Chabot, présidente de la CSQ. 

### Livres
- Daniel Mercure et M.-P. Bourdages-Sylvain, Société et subjectivité., Québec, Paris, Presses de l’Université Laval et Hermann, 2021.
- Daniel Mercure, Les transformations contemporaines du rapport au travail, Québec et Paris, Presses de l’Université Laval et Hermann, 2020.
- Daniel Mercure et J. Spurk, Les théories du travail. Les classiques, Paris et Québec, Presses de l’Université Laval et Hermann, 2019.
- Daniel Mercure et M. Vultur, Dix concepts pour penser le nouveau monde du travail, Québec et Paris, Presses de l’université Laval et Hermann, 2019.
- Daniel Mercure et M.-P. Sylvain-Bourdages (dir.), Travail et subjectivité. Perspectives critiques, Québec, Presses de l’Université Laval, collection Sociologie contemporaine ( à paraître en 2017).
- Daniel Mercure et Mircea Vultur, La Signification du travail : Nouveau modèle productif et ethos du travail au Québec, Québec, Presses de l’Université Laval, coll. « Sociologie contemporaine », 2010, 304 p. (ISBN 978-2-7637-9091-6 et 9782763710914, présentation en ligne)
- Daniel Mercure et Annette Dubé, Les Entreprises et l’Emploi : Les Nouvelles Formes de qualification du travail, Québec, Les Publications du Québec, 1997, 189 p.
- Daniel Mercure, Baya Harricane, Smaïl Seghir et André Steenhaut, Culture et gestion en Algérie, Montréal, Paris, Éditions L'Harmattan, 1997, 185 p. (ISBN 2-89489-014-1)
- Daniel Mercure, Le Travail déraciné : L'Impartition flexible dans la dynamique sociale des entreprises forestières au Québec, Montréal, Éditions du Boréal, 1996, 232 p.
- Daniel Mercure, Les Temporalités sociales, Paris, Éditions L'Harmattan, coll. « Logiques sociales / Théories sociologiques », 1995, 176 p.

### Livres (direction, codirection)
- Mircea Vultur (dir.) et Daniel Mercure (dir.), Perspectives internationales sur le travail des jeunes, Québec, Presses de l’Université Laval, coll. « Sociologie contemporaine », 2011, 314 p. (ISBN 978-2-7637-9101-2 et 9782763711010, présentation en ligne)
- Daniel Mercure (dir.), L’Analyse du social : Les Modes d’explication, Québec, Presses de l’Université Laval, coll. « Sociologie contemporaine », 2005, 344 p. (ISBN 2-7637-8103-9, présentation en ligne)
- (pt) Daniel Mercure (dir.) et Jan Spurk (dir.), O Trabalho na Historia do Pensamento Occidental, Rio de janeiro, Vozes, 2005
- Daniel Mercure (dir.) et Jan Spurk (dir.), Le Travail dans l’histoire de la pensée occidentale, Québec, Presses de l’Université Laval, coll. « Sociologie contemporaine », 2003, 310 p. (ISBN 2-7637-7943-3, présentation en ligne)
- Daniel Mercure (dir.), Une société-monde ? : Les Dynamiques sociales de la mondialisation, Presses de l’Université Laval (Québec) et les éditions universitaires de Boeck (Bruxelles), coll. « Sociologie contemporaine », 2001, 360 p. (ISBN 2-7637-7770-8, présentation en ligne)
- Daniel Mercure (dir.), La Culture en mouvement : Nouvelles valeurs et organisations, Québec, Presses de l’Université Laval, 1990, 380 p. (ISBN 2-7637-7310-9, présentation en ligne)
- G. Pronovost (dir.) et D. Mercure (dir.), Temps et Société, Québec, Institut québécois de recherche sur la culture, 1989
- A. Wallemack (dir.) et D. Mercure (dir.), Les Temps sociaux, Bruxelles, Les éditions universitaires de Boeck, 1988

### Sélection d’articles et de chapitres de livre
- « Le procès d’institutionnalisation de l’individualisation ; analyse de deux thèses », dans Société et subjectivité. (codir.), Paris et Québec, Hermann et Presses de l’université Laval, 2021.
- « L’identité professionnelle des médecins de famille au Québec » (avec N. Côté et C. Fleury), revue Recherches sociographiques, LX,2, 2019 (paru en 2020), p. 287-328.
- « Rapport au travail et changement social : problématique et jalons pour un modèle d’analyse », dans Les transformations contemporaines du rapport au travail (dir.), Paris, Québec, Presses de l’Université Laval, (PUL) et Hermann, premier trimestre 2020.
- « Émergence de l’économie politique et nouvel ordre libéral », dans Les théories du travail. Les classiques  (codir.), Paris, Québec, Presses de l’Université Laval (PUL) et Hermann, 2019.
- « Le rapport au travail », dans Dix concepts pour analyser le monde du travail contemporain, Québec, Paris, PUL et Hermann, 2019.
- « Capitalisme contemporain et nouveau régime de mobilisation subjective au travail», Travail et subjectivité. Perspectives critiques, Québec, Paris, PUL et Hermann, 2017.
- D. Mercure, «  La valeur du travail en Amérique du Nord », Sociologies pratiques, Presses de Sciences Po (P.F.N.S.P.), 2016/3
- D. Mercure, «  Sentiments et rationalité en milieu de travail dans les sociétés modernes avancées: de la reconnaissance à la mobilisation des affects », dans M. D’Amato (dir.), Ragioni E Sentimenti, Rome, RomaTree-Press, 2016, p. 94-105.
- Daniel Mercure, « La mondialisation : Nouveau souffle du capitalisme contemporain », dans J. Thwaites (dir.), La mondialisation : origine, développement, effets, Québec, Presses de l’Université Laval, 2014, p. 37-44
- « Le nouveau modèle de pouvoir et de domination au  travail dans le mode de production postfordiste », Sociologies. Revue internationale de sociologie, 2013 : http://sociologies.revues.org/4227, 2013
- « L’idéaltype d’ethos du travail préconisé par les managers porteurs du  nouveau modèle productif postfordiste », dans R. Malenfant, Vers une nouvelle conception du « type idéal » du travailleur?, Québec, PUQ, 2012, p. 11-28.
- « Valeurs et attitudes des jeunes  à l’égard du travail : une analyse comparative selon les classes d’âge au Québec », Relations industrielles/Industrial Relation, 2012, vol. 67, no 2, p. 177-198. (Coll. M. Vultur et C. Fleury.)
- « Les transformations récentes du monde du travail : nouvelles logiques managériales et marché du travail », dans M. Vultur et D. Mercure, Perspectives internationales sur le travail des jeunes, Québec, Presses de l’Université Laval, 2011, p. 13-30.
- « Travail et famille : des tensions croissantes », dans G. Pronovost et coll., La famille à l’horizon de 2020, Montréal, PUQ, 2008, p. 147-172.
- « Les jeunes et le travail : un fait social total », dans  M. Vultur et S. Bourdon, Les jeunes et le travail, Québec, Presses de l’Université Laval, 2007. p. 283-303.
- « Fernand Dumont et la sociologie de la culture », SociologieS. Revue internationale de sociologie, mai 2007 : http://sociologies.revues.org/document158.html
- « Libéralisme et lien social : une analyse critique », Cahiers internationaux de sociologie, juillet-décembre 2005, vol. CXIX, p. 333-346.
- « Capital Thinking and Social Vulnerability: The Effects of Flexible Assignation », dans V. Châtel et M.-H. Soulet, Coping and Pulling Through, Chippenham, Ashgate, 2004, p. 27-41.
- « Les nouvelles dynamiques du travail : du fordisme à l'impartition flexible », Laval théologique et philosophique, premier trimestre 2000, p. 59-75.
- « Adam Smith : les assises de la modernité », dans D. Mercure et J. Spurk, Le travail dans l’histoire de la pensée occidentale, Québec, Presses de l’Université Laval, 2003,  p. 119-142.
- « Les nouveaux modèles de qualification fondés sur la flexibilité : entre la professionnalisation et la taylorisation du travail », Relations industrielles/Industrial Relation, vol. 54, no 1, 1999, p. 26-50. (Coll. A. Dubé.)
- « Analyse critique de la typologie des choix de carrière », Relations industrielles/ Industrial Relations, vol. 46, no 1, 1991, p. 119-140. (Coll. T. Wils et R. Bourgeois.)
- « Position sociale et représentations de l'avenir », Recherches sociologiques, vol. XVIII, no 3, 1987, p. 255-281.
- « Typologie des représentations de l'avenir », Loisir et société/Society and Leisure, vol. 6, no 2, 1983, p. 375-402.
- « L'étude des temporalités sociales : quelques orientations », Cahiers internationaux de sociologie, P.U.F., vol. LXVII, 1979, p. 333-346.